# 孔特维尔
孔特维尔（法語：Conteville，法語發音：[kɔ̃tvil] ⓘ）是法国厄尔省的一个市镇，属于贝尔奈区。

## 地理
孔特维尔（49°25'7"N, 0°23'41"E）面积10.68 平方千米，位于法国诺曼底大区厄尔省，该省份为法国北部内陆省份，北起滨海塞纳省，西接奧恩省和卡爾瓦多斯省，南至厄尔-卢瓦省，东临瓦兹省、瓦兹河谷省和伊夫林省。
与孔特维尔接壤的市镇（或旧市镇、城区）包括：滨海贝维尔、富尔贝克。

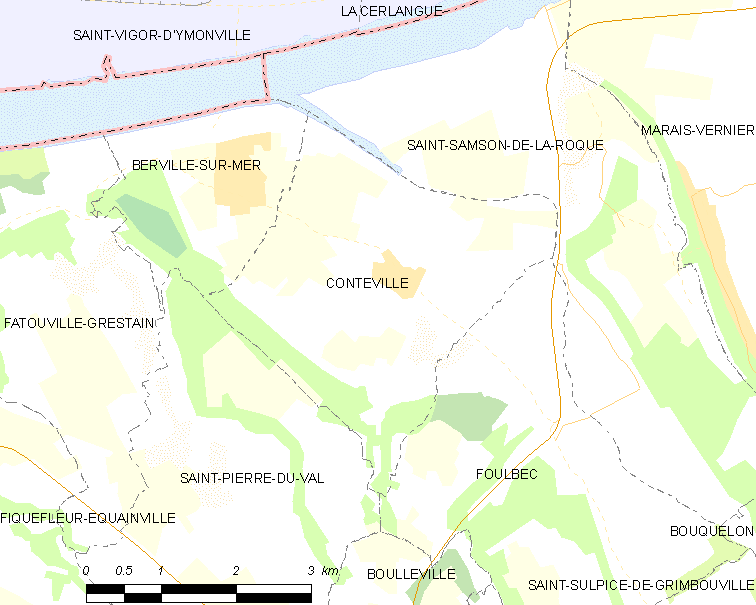
孔特维尔的OSM定位图

孔特维尔的时区为UTC+01:00、UTC+02:00（夏令时）。

## 行政
孔特维尔的邮政编码为27210，INSEE市镇编码为27169。

## 政治
孔特维尔所属的省级选区为伯兹维尔县。

## 人口

1962-2008年间孔特维尔人口变化图示

孔特维尔于2022年1月1日时的人口数量为1032人。